# Luddesdown
Luddesdown (engelskt uttal: [ˈlʌdzdən]) är en ort och civil parish i grevskapet Kent i sydöstra England. Orten ligger i distriktet Gravesham, cirka 8 kilometer söder om Gravesend och cirka 7 kilometer sydväst om Strood. Civil parishen hade 204 invånare vid folkräkningen år 2021.